# 菫/言葉にできない
「菫/言葉にできない」（すみれ/ことばにできない）は、坂本真綾の32枚目のシングル。2022年5月25日にFlyingDogから発売された。

## 概要
前作「ひとくちいかが?/ひとつ屋根の下」から約10ヶ月ぶり、マキシシングルとしては「独白↔躍動」から1年5ヶ月ぶりのリリースとなる。
「菫」はくるりの岸田繁作曲でテレビアニメ『であいもん』のオープニングテーマに、「言葉にできない」は坂本自身作曲でテレビアニメ『本好きの下剋上 司書になるためには手段を選んでいられません』のエンディングテーマに使用された。カップリング曲として坂本自身がパーソナリティを務めるラジオ番組『ビタミンM』の1000回記念ソング「千里の道」のスタジオライブVer.が収録されている。
初回限定盤と通常盤の2種類がリリースされた。初回限定盤には、2020年11月29日に行われた全国ツアー「坂本真綾 Acoustic Live & Talk 2020」の最終日Zepp Tokyo公演の模様を収録した特典Blu-ray discが付属されている。

## シングル収録内容
| 全作詞: 坂本真綾。 |                                  |           |           |                  |      |
| #                  | タイトル                         | 作詞      | 作曲      | 編曲             | 時間 |
| 1.                 | 「菫」                           | 坂本真綾  | 岸田繁    | 岸田繁・扇谷研人 | 3:57 |
| 2.                 | 「言葉にできない」               | 坂本真綾  | 坂本真綾  | h-wonder         | 4:56 |
| 3.                 | 「千里の道」(studio live)        | 坂本真綾  | 坂本真綾  | 扇谷研人         | 3:26 |
| 4.                 | 「菫」(Instrumental)             | 坂本真綾  |           |                  | 3:57 |
| 5.                 | 「言葉にできない」(Instrumental) | 坂本真綾  |           |                  | 4:53 |
| 合計時間:          | 合計時間:                        | 合計時間: | 合計時間: | 21:09            |      |

| #         | タイトル | 作詞  | 作曲・編曲 | 時間  |
| --------- | --- | ----- | ---------- | ----- |
| 1.        | 「宇宙の記憶」 |       |            | 4:06  |
| 2.        | 「Million Clouds」                                                                                                   |       |            | 5:10  |
| 3.        | 「フラッシュ」 |       |            | 4:44  |
| 4.        | 「私へ」 |       |            | 5:26  |
| 5.        | 「逆光」 |       |            | 5:48  |
| 6.        | 「躍動」 |       |            | 4:28  |
| 7.        | 「免疫アップメドレー」(スピカ / ユッカ / CLEAR / Gift / tune the rainbow / 光あれ / Get No Satisfaction! / プラチナ) |       |            | 11:49 |
| 8.        | 「クローバー」 |       |            | 4:38  |
| 9.        | 「いつか旅に出る日」                                                                                                 |       |            | 4:59  |
| 合計時間: | 合計時間: | 51:08 |            |       |